# Kaliwerk Gewerkschaft Johannashall
Das Kalibergwerk Johannashall der gleichnamigen Gewerkschaft war ein Bergwerk auf Kalisalze mit angeschlossener Düngemittelfabrik ca. 700 m südlich der Ortschaft Trebitz in Sachsen-Anhalt (Saalekreis).
Diese Schachtanlage liegt am Nordost-Rand der Mansfelder Mulde. Bedingt durch die Nähe des Muldenrandes machten sich in der Umgebung der Grubenfelder Einflüsse der randnahen Salzauslaugung bemerkbar (z. B. lokal fehlendes Salinar des Zechstein 4 und 3). Bedingt durch den Einfluss der Randstörungen des Halleschen Porphyrgebietes sind die Lagerungsverhältnisse des Salinars auf Johannashall sehr kompliziert. Abgebaut wurde das Kali-Flöz „Staßfurt“ überwiegend in carnallitischer Fazies, in geringem Umfang auch Hartsalz.
Im Zusammenhang mit dem Ende des deutschen Kalimonopols nach dem Ersten Weltkrieg und dem Bestreben nach grundlegender Reorganisation und Rationalisierung der Kaliindustrie, welche sich in der sogenannten Stilllegungsverordnung vom 18. Juli 1919 niederschlug, erfolgte die Betriebseinstellung 1922.
Teufzeit: Oktober 1899 bis September 1903 (Endteufe 541,45 m); Schachtdurchmesser 5,50 m; noch offenstehende Grubenhohlräume: rd. 100.000 m³.
Zur Erfüllung eines von der Bergbehörde geforderten zweiten Schachtes wurde mit der benachbarten Gewerkschaft Wils ein Durchschlagsvertrag geschlossen. Die „Gewerkschaft Wils“ hatte in der Nähe des Bahnhofs Beesenstedt einen Schacht hergestellt, welcher Ende 1911 fertig geworden war. Der Durchschlag beider Grubenfelder erfolgte im Februar 1912.

## Geologische und hydrogeologische Lagerstättenverhältnisse der Schachtanlage Johannashall

### Geologische und lagerstättenwirtschaftliche Situation

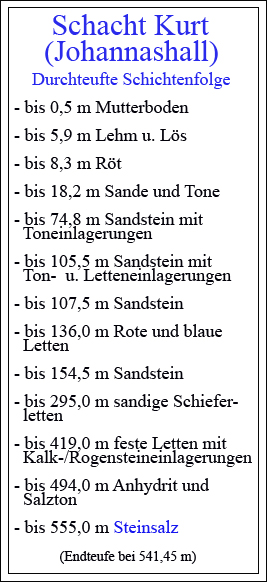
Die vom Schacht Johannashall (auch als Schacht Kurt bezeichnet) durchteuften Gesteinsschichten

Die Schachtanlage Johannashall liegt im Nordost-Teil der Mansfelder Mulde. Gegen die präsalinaren Schichten der Halleschen Mulde (Rotliegendes und Porphyre) im Osten und die Halle-Hettstedter Gebirgsbrücke im Norden hebt sich die Mansfelder Mulde hier relativ steil heraus.
Die Auslaugung des Zechsteins vom Ausgehenden her zum Muldeninnern ist in diesem Raume – bedingt durch das steile Einfallen dieser Schichten – ziemlich weit fortgeschritten. Der Salzspiegel liegt am Nordrand der Mansfelder Mulde bei rund −190 m NN; er wurde u. a. mit der Bohrung Zaschwitz (Solequelle) nachgewiesen.
Neben der Auslaugung  führten tektonische Vorgänge zu starken Störungen der Lagerstätten des Zechsteins in diesem Gebiet. Das Generalstreichen des Salinars verläuft zwar annähernd parallel zur Achse der Mansfelder Mulde (SE-NW), jedoch kommt es durch den wellenförmigen Verlauf der Mulden- und Sattellinien zur Bildung unregelmäßiger Kuppen und Vertiefungen. Daneben sind durch Fließtektonik und Salzanstauung starre Horizonte (wie z. B. Hauptanhydrit) ausgegliedert worden, sodass im Bereich der Schachtanlage relativ komplizierte geologische Verhältnisse vorliegen.
Die Intensität der Störungen nimmt nach dem Muldenrand infolge des dort vorhandenen Porphyrwiderlagers zu, sodass der Zechstein in der nördlicher davon gelegenen Schachtanlage Johannashall stärker tektonisch beeinflusst wurde als auf der westlich benachbarten Schachtanlage Wils. In der Umgebung beider Schachtanlagen gibt es eine Vielzahl von OT-Bohrungen, deren Auswertung doch ein recht detailliertes Bild der örtlichen geologischen Strukturen zulassen.

### Geologische Verhältnisse der Schachtanlage
Von der „Bohrgesellschaft Johanna“ wurden im östlichen Felde der Mansfelder Mulde acht Tiefbohrungen geteuft. Steinsalz hatte man in Teufen von 415 m bis 646 m, Carnallit in Teufen von 427 m bis 655 m und Mächtigkeiten von 5 m bis 20 m erbohrt. Der Schacht Johannashall selbst liegt innerhalb eines Verbreitungsgebietes von Sangerhäuser Anhydrit, einer faziellen Vertretung des Kalilagers Flöz „Staßfurt“. Es existierten im Grubenfeld Aufschlüsse vom Zechstein 4 (Roter Salzton) bis zum Zechstein 2 (Staßfurt-Steinsalz). Abgesehen von Gebieten mit örtlichen Störungen, in denen insbesondere Roter und Grauer Salzton sowie Hauptanhydrit mit großen Mächtigkeitsschwankungen auftreten, liegen die übrigen Horizonte in den für die Mansfelder Mulde typischen Mächtigkeiten und in normaler Ausbildung vor.
Das Kalilager Flöz „Staßfurt“ ist tektonisch sehr stark gestört. In bauwürdiger Mächtigkeit tritt es vor allem in Bereichen örtlicher Stauchungen und Faltungen auf. Dabei sind folgende Vorkommen zu unterscheiden:
a) Normale Lagerung des Kaliflözes zwischen Grauem Salzton und Staßfurtsteinsalz.
b) Lagerung des Kaliflözes innerhalb des Staßfurtsteinsalzes.
c) Lagerung des Kaliflözes zwischen Leinesteinsalz und Staßfurtsteinsalz.
Petrographisch besteht das Kalilager aus anhydritischem Carnallit-Halit mit wenig Kieserit. Es lag meist als umkristallisierter konglomeratischer schmutzig-brauner bis ziegelroter Carnallitit vor; geschichteter Carnallitit fehlte völlig.
K2O- und Kieseritgehalt zeigten in Richtung Hangendes eine zunehmende Tendenz; der Kieseritgehalt lag niedriger als in den übrigen Aufschlüssen der Mansfelder Mulde. Vorkommen von Hartsalz sind im Ost- und Südostfeld im Hangenden des Lagers beobachtet worden.
Petrographisch handelte es sich um einen tonig-anhydritischen Sylvin-Halit von schmutzig-rotbrauner Färbung, der vor allem in Form von Nestern oder Brocken auftrat. Über die Mächtigkeit und den K2O-Gehalt des Lagers liegen bei den verschiedenen Autoren unterschiedliche Angaben vor:
Nach LÖFFLER erreichte der Carnallitit Mächtigkeiten bis zu 17 m, das Hartsalz bis zu 2 m. Der K2O-Gehalt des Hartsalzes soll im Durchschnitt bei 8,8 % gelegen haben. In einer späteren Neueinschätzung des Kaliwerkes wurde ein Kalilager mit schwankender Mächtigkeit mit einem K2O-Gehalt von 7 bis 12 % erwähnt.
Durch den Einfluss der Tektonik liegen auf der Schachtanlage Johannashall recht „verwickelte/wellige“ Lagerungsverhältnisse vor. Erwähnenswert ist hierbei besonders das Ostfeld, in dem größere Deckenüberschiebungen im Salzlager aufgeschlossen wurden. Über dem Kalilager traten hierbei zunächst Blöcke von Steinsalz auf, die sich dann zu einer bis 20 m mächtigen Decke zusammenschlossen. Der Schacht selbst stand im nördlichen Flügel eines breiten Salzsattels. Weiter nach Norden hin schließt sich eine breite Mulde an, deren Achse sich östlich vom Schacht allmählich heraushebt. Das Kalilager verdrückt sich nach Norden hin. Bis rund 200 m vom Schacht wurde es noch in kleinen Mulden und Spezialsätteln nachgewiesen. In westlicher Richtung wurde nur eine söhlige Strecke zu der nördlichen Störung im Kalilager vorgetrieben. Östlich vom Schacht erreichte das Kalilager abbauwürdige Mächtigkeiten nur im Muldentiefsten. In Richtung Süden steigt der Sattel sehr hoch an und erreicht im Südost-Querschlag seine größte Höhe.
Nach MÜLLER ist das Kalilager auf dem Sattelkamm vermutlich abgetragen. Im Allgemeinen fällt der südliche Schenkel des Sattels flacher als der nördliche, nach Südosten flacht der Sattel immer mehr ab. Das Kalilager liegt hier fast söhlig. MÜLLER charakterisiert diese Lagerstätte als ein von Süd nach Nord allmählich sich heraushebendes Kalilager, das im nördlichen und westlichen Teil intensiv gefaltet wurde und durch drei große Faltenverwerfungen ausgewalzt, jedoch an anderer Stelle wieder angestaut ist.

### Hydrogeologische Verhältnisse der Schachtanlage
Die hydrogeologischen Verhältnisse des Gebietes werden in gewissem Umfang durch die am Nordostrand der Mansfelder Mulde umgehende Auslaugung im Bereich des Ausgehenden des Zechsteins beeinflusst. Insbesondere trifft dies für den Bereich nördlich und westlich der Schachtanlage Johannashall zu.
In den Verbreitungsgebieten der Salzauslaugung sind nur selten nutzbare Wasservorkommen vorhanden. Meist ist das Hangende weitgehend entwässert, während das Liegende mehr oder weniger versalzen ist, bzw. je nach dem Stand der Auslaugung nur Wässer mit hohen Härtegraden auftreten.
Als Hauptwasserleiter tritt der mittlere Buntsandstein in Erscheinung. In seinem Verbreitungsgebiet liegt der Hauptteil des Grubenfeldes Johannashall.
Der Obere Buntsandstein zeigt nur geringe Wasserführung, hauptsächlich gebunden an den Unteren Röt.
Die Wässer sind durch hohe Karbonathärten gekennzeichnet. Erwähnenswert sind weiterhin Wasservorkommen in quartären fluviatilen Bildungen, beispielsweise nordwestlich der Schachtanlage Wils, bzw. südöstlich der Schachtanlage Johannashall. Infolge der geringen räumlichen Ausdehnung dieser Vorkommen und ihrer kleinen Einzugsgebiete sind sie jedoch nur von lokaler Bedeutung.
Detaillierte hydrogeologische Unterlagen liegen aus den Gebieten der Schachtanlage Johannashall bzw. der benachbarten Schachtanlage Wils nicht vor, sodass Angaben über Teufe und Verlauf wasserführender Horizonte, sowie Angaben zum Chemismus der Wässer nicht gemacht werden können.

## Schachtabteufen / Schachtausbau
Nach Ankauf einer Fläche von 67 Morgen in der Gemeinde Trebitz, auf dem linken Saale-Ufer, gegenüber dem Städtchen Wettin, wurde am 25. Oktober 1899 mit dem Abteufen des Schachtes Johannashall, auch unter dem Namen Schacht Kurt bekannt, begonnen. Mitte März 1900 hatte man ohne besondere Schwierigkeiten eine Teufe von 82 m erreicht. Im Juli 1900 erreichte man mit Mühen infolge sich stark vermehrender Wasserzuflüsse aus dem durchteuften Sandstein die Teufe 91,55 m.
Das Schachtprojekt sah ohnehin bereits vor, die kurze Entfernung des Schachtes zum Wasserweg der Saale zu nutzen, um eine Stollenverbindung – den „Trebitzer Stollen“ (auch als „Henrietten-Stollen“ bezeichnet) – herzustellen. Auf diesem sollten sowohl die erheblichen Wasserzuflüsse aus dem Buntsandstein ohne Aufwendung von Pumpen zur Saale hin abgeführt sowie auch dieser Weg zu Transportzwecken (Material und Versand) genutzt werden. Also wartete man mit dem Weiterverteufen des Schachtes so lange, bis der vom Saaleniveau aus angesetzte Stollen den Schacht Kurt erreichen würde. Dieser Stollen mündete nach etwa 720 m auch Ende 1900 am Schacht (Stollensohle bei Schacht-Teufe 91 m). Das weitere Abteufen begann am 7. Januar 1901. Trotz Zuflüssen bis 7 m3 / min erreichte man nahezu mühelos die Teufe von 110,25 m, um hier einen Mauerfuß zu setzen. Anfang März war der Schachtbereich bis zutage mit Mauerwerk verkleidet. Das weitere Verteufen per Handarbeit verlief normal. Einen zweiten Mauerfuß setzte man bei Teufe 155,20 m; einen dritten bei Teufe 417,5 m. Auch das Verteufen bis zur Endteufe von 541,45 m (im Steinsalz) verlief ohne besondere Vorkommnisse. Auch dieser Teil wurde mit Mauerwerk ausgekleidet (Schachtdurchmesser 5,50 m lichte Weite). Ende September 1903, also nach nicht ganz drei Jahren, war Schacht Johannashall für den Beginn der weiteren Lagerstättenerschließung bereit.
Die letzte Befahrung des Trebitzer Stollens fand im August 1942 statt. Damals war er noch bis auf einer Länge von ca. 250 m befahrbar, anschließend verbrochen. Über den genauen Verlauf des Stollens liegen keine exakten Unterlagen vor. Nach neueren Recherchen ist anzunehmen, dass der Stollen einen fast geradlinigen Verlauf zwischen Schacht Johannashall und dem Austritt des Stollens in Saalenähe nimmt (siehe obere linke Abbildung).
Aus einer Mitteilung der Technischen Bergbauinspektion Halle vom 18. Juni 1957 geht hervor, dass der Stollen bis auf ca. 150 bis 200 m (mittlerer Teil) in Mauerung steht und noch gut erhalten sei. Der erwähnte Verbruch des Stollens (350 m vom Mundloch) soll in einem Abschnitt mit Türstockausbau liegen. Dieser Bruch des Stollens wird im Zechenbuch bei etwa 250 m vom Mundloch (28. August 1942) angegeben. Die zufließenden Wässer flossen jedoch durch das Haufwerk weiterhin der Saale zu. 1970 war das Stollenmundloch abgemauert und mit Abflussrohren versehen. Die Abflussmengen wurden nicht erfasst. Da Lotungen des Schachtwasserspiegels im Jahre 1955 wesentlich oberhalb des Stollenniveaus lagen, ist anzunehmen, dass es inzwischen zu einem totalen Stollenverbruch gekommen ist.
Dies sind die letzten aktuellen Fotos aus dem Jahre 1999 [KLUGE, JOHANNES]:

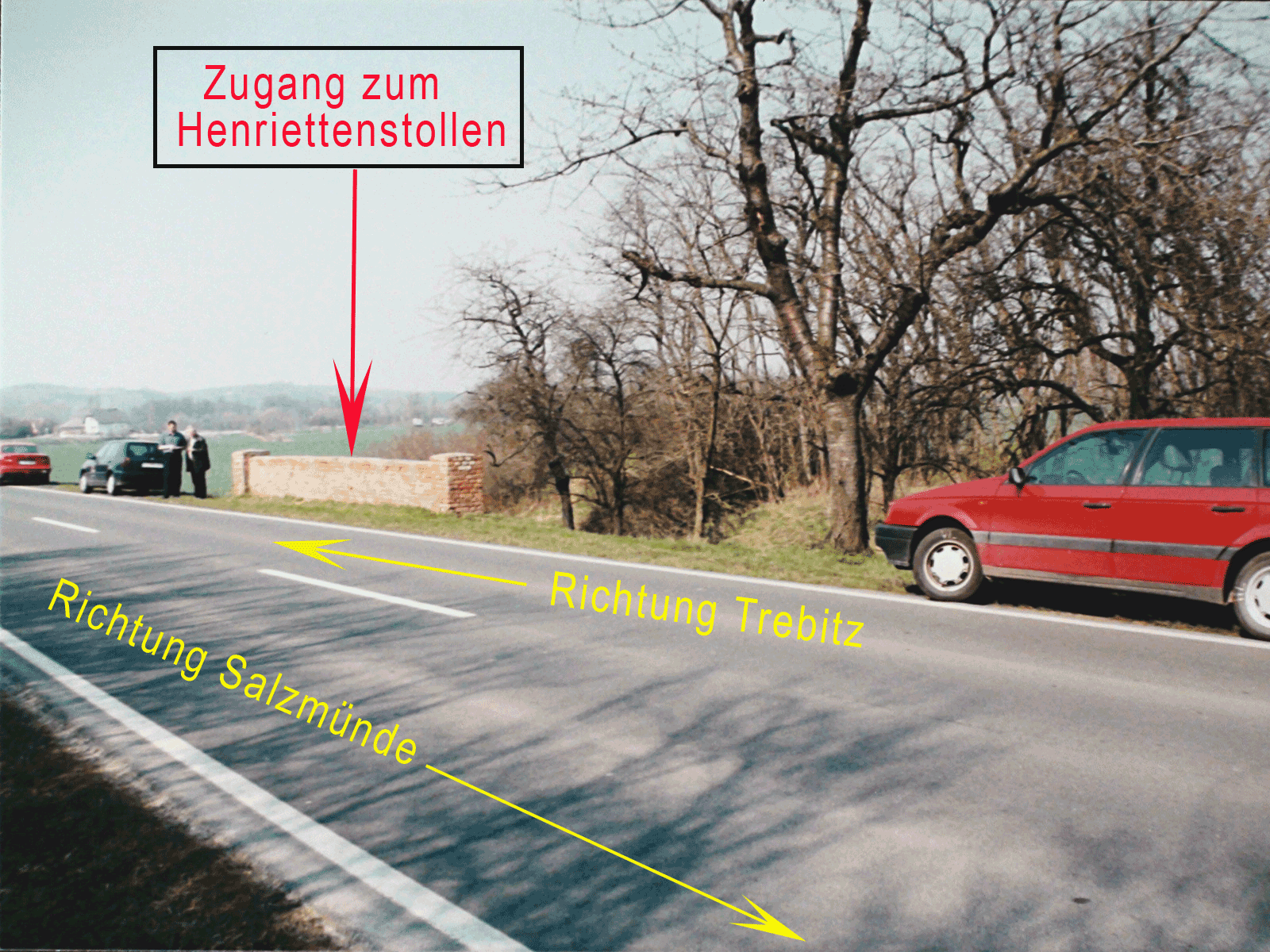
Stolleneingang unter der Landstraße
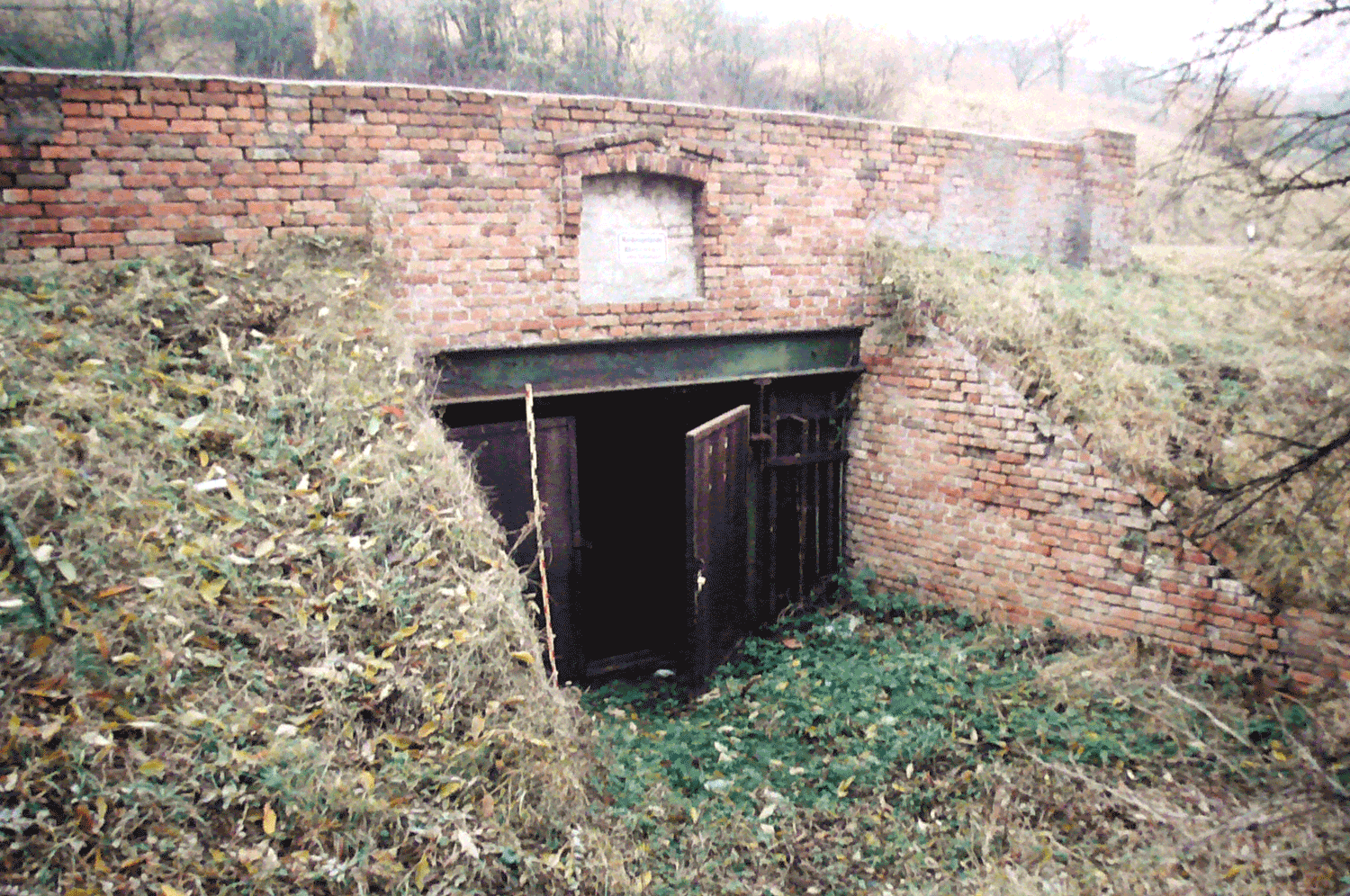
Zugangstür zum Stollen
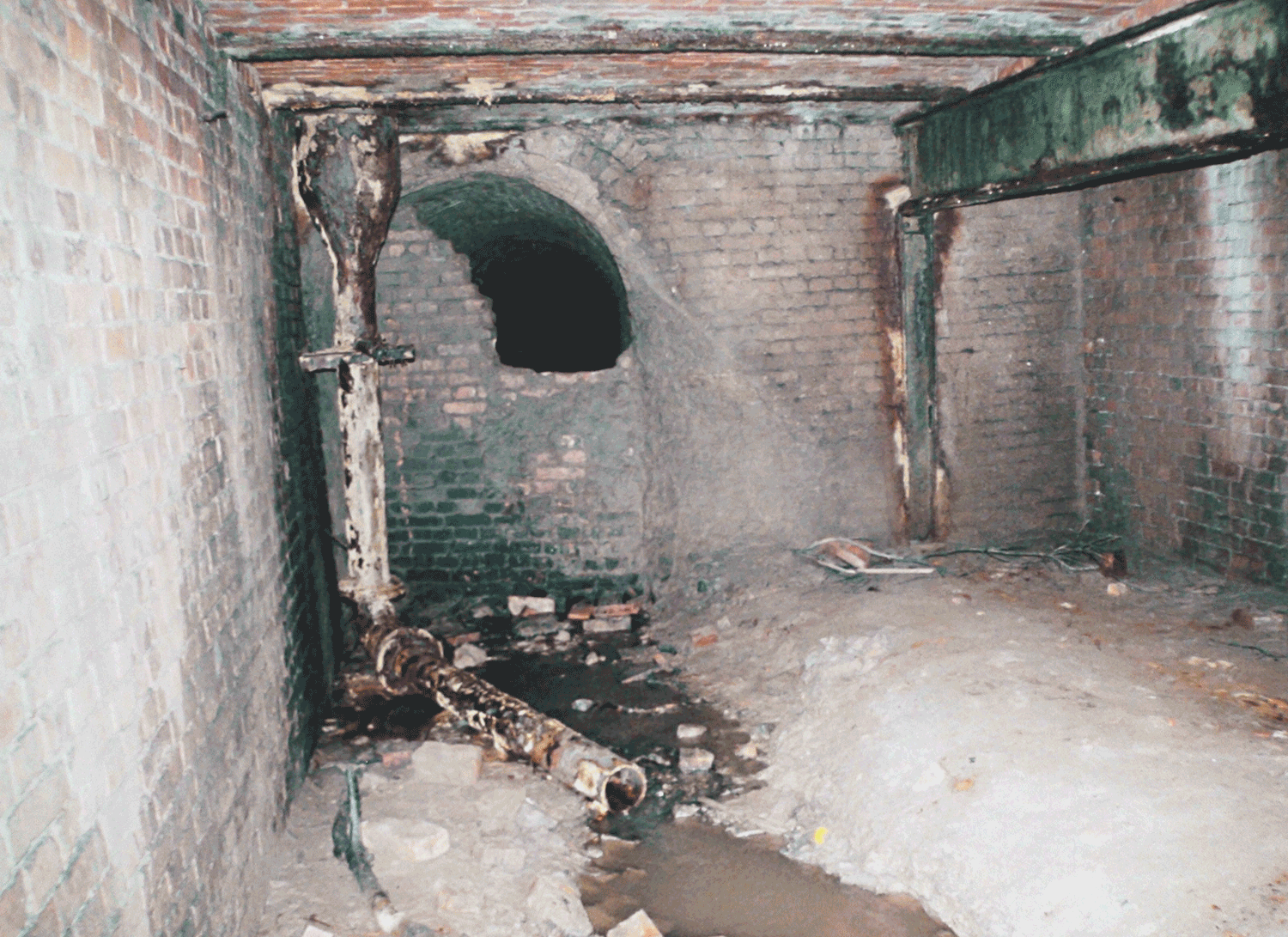
Stollenvorraum
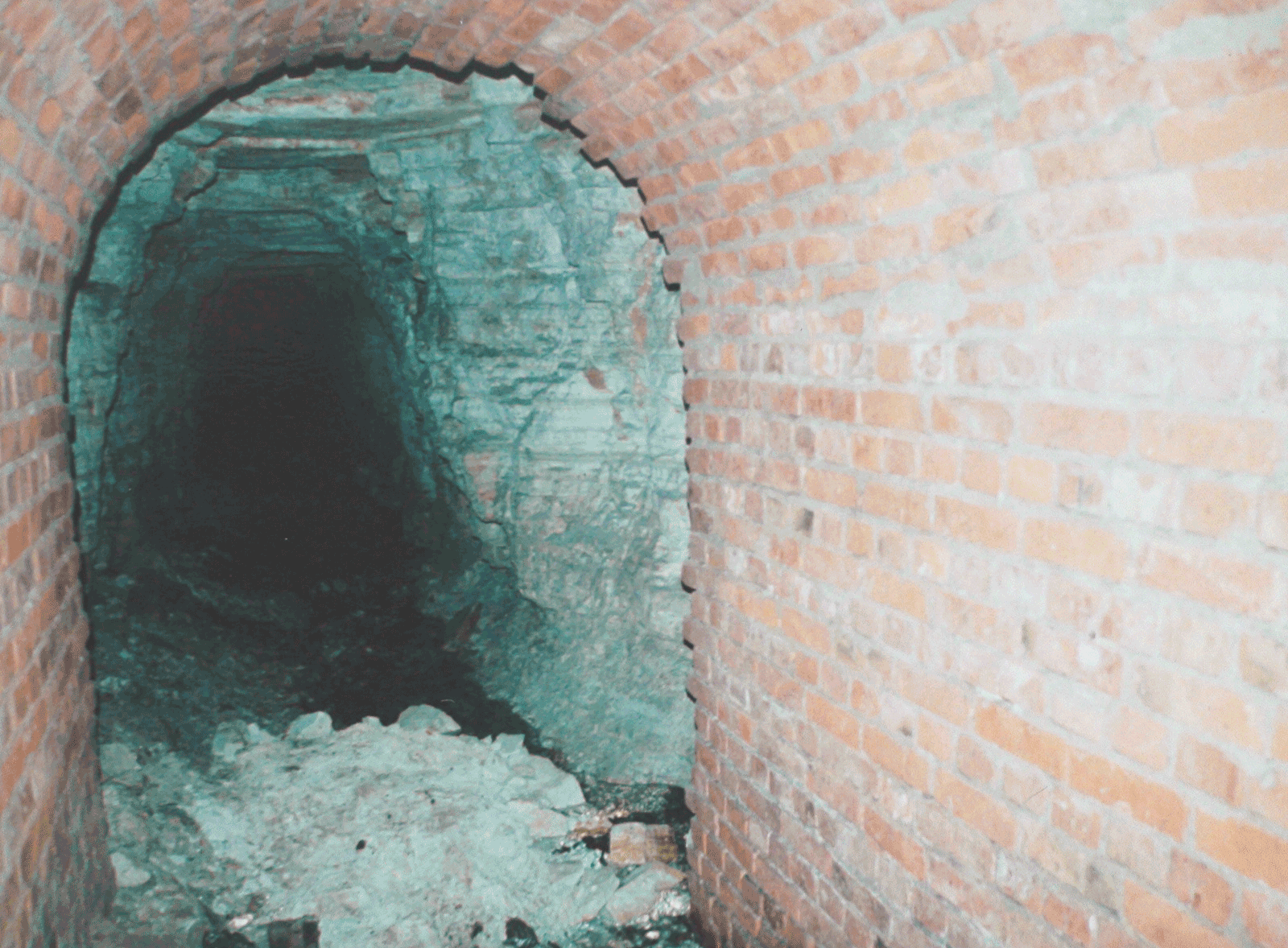
Noch intakte Ausmauerung des Stollens
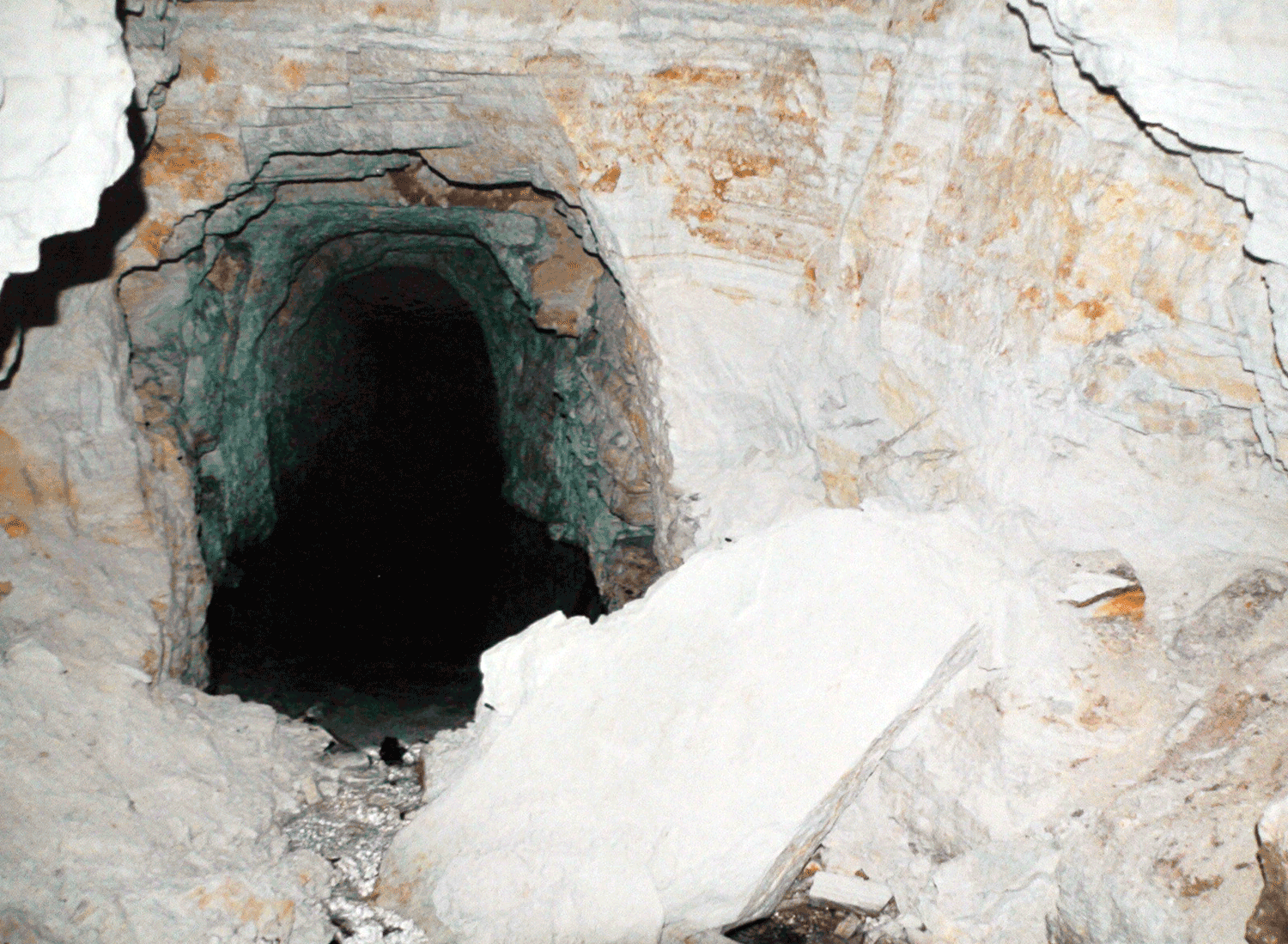
Anfänge des Verbruchs
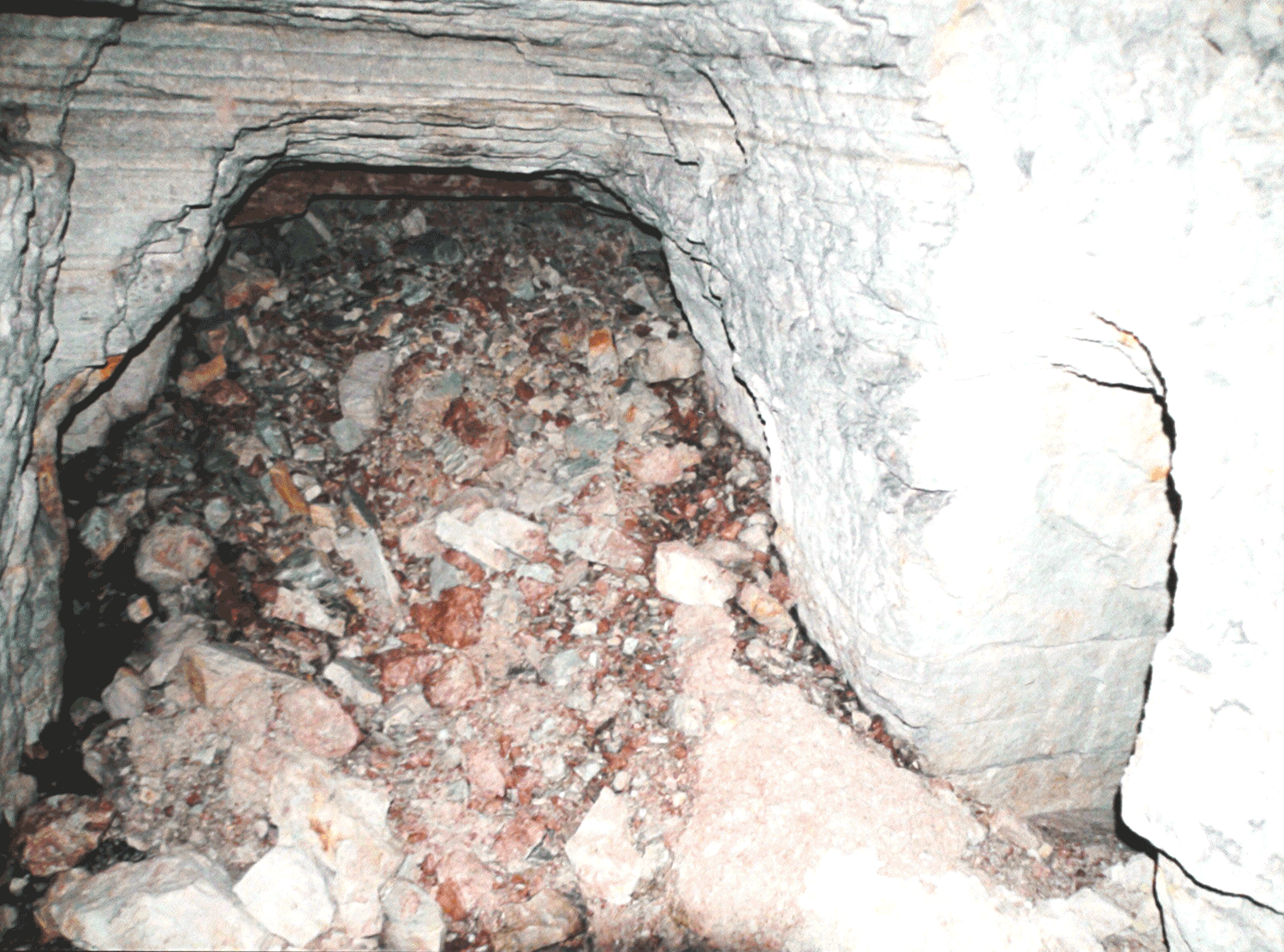
Totalverbruch ab ca. 150 m Stollenlänge

## Aus- und Vorrichtung, Abbau- und Versatzverfahren

### Das Abbaufeld des Schachtes „Johannashall“
Das Abbaufeld kann in drei geschlossene Baugruppen unterteilt werden, welche miteinander durch Strecken zur Fahrung, Förderung und Wetterführung verbunden sind. Ein z. T. weitverzweigtes Streckensystem diente der Erkundung der sehr komplizierten Lagerstättenverhältnisse. Der Schacht hatte einen rechteckigen Schachtsicherheitspfeiler, der von mehreren Strecken strahlenförmig durchörtert wurde. Im Streckensystem ist nur eine geringe Anzahl von Abbaukammern angelegt worden. Die Längsachsen der Kammern verlaufen etwa Nord-Süd. Eine Baugruppe, nordöstlich des Schachtes, besteht aus vier Abbauen mit einer Ausdehnung von ca. 60 × 100 m; eine weitere Baugruppe liegt etwa nördlich des Schachtes, deren Ausdehnung etwa 120 × 150 m beträgt. Der Durchschlag mit dem Streckensystem der Schachtanlage Wils erfolgte im Februar 1912. Die sehr komplizierten Lagerstättenverhältnisse wirkten sich auf die Abbauweise beider Schachtanlagen aus. Es kamen vermutlich verschiedene Methoden der Rohsalzgewinnung – bedingt durch die Mächtigkeitsschwankungen – zur Anwendung.
In einer Übersicht über die Art des Abbaues auf dem Bergwerk Johannashall wurde dem ehemaligen Oberbergamt Halle von der Wintershall AG / Kassel im November 1940 mitgeteilt:
- Salzart: Carnallitit und Hartsalz, K2O-Gehalt: 7–9 %.
- Mächtigkeit der Kalilagerstätte: bis 20 m.

Baufeldteufen:
- Ostfeld: −375 m bis −412 m NN.
- Südostfeld: −365 m bis −385 m NN.
- Südwestfeld: −373 m bis −412 m NN.

- Abgebaute Mächtigkeit:  volle Lagerstättenhöhe bzw. maximale Bauhöhe 9 m.
- Art der Gewinnung: Kammerbau.

Abmessungen der Kammern:
- Ostfeld: 30–50 m lang, 10 m breit.
- Südostfeld: 60–70 m lang, 10 m breit.
- Südwestfeld: 100 m lang, 10 m breit.

Reststücke wurden vereinzelt bis 20 m Breite gewonnen.
- Pfeilerstärken zwischen den Kammern = 7 m, zu den Strecken = 7 m (mindestens).
- Anzahl der Durchhiebe zwischen den Kammern: 3 m breite Durchhiebe im Abstand von 30–50 m.
- Abbauverluste:  40 bis 45 %.

### Angaben zum Versatz
Versatzart: Trockenversatz, vollständiger oder unvollständiger Versatz. Versatzmaterial: Steinsalz aus den Aus- und Vorrichtungsstrecken und in geringer Menge Rückstände der Kalifabrik.
Auf Grund der Ausnahmegenehmigung des Oberbergamtes Halle vom 11. April 1922 konnte der Versatz der auf Schacht Johannashall noch offenstehenden Abbauhohlräume unterbleiben.
Unversetzte Hohlräume:
- I. Westfeld: 13 Kammern (Breite: 10 m; Höhe: 2–6 m), Hohlraum 23.900 m3.
- II. Ostfeld: 15 Kammern (Breite: 10 m; Höhe: 3–9 m, max. Höhe = 11 m (1×)), Hohlraum 33.205 m3.
- III. Südfeld: 16 Kammern (Breite: 10 m; Höhe: 2–8 m), Hohlraum 27.100 m3.

Zusammen: 84.205 m3

## Die finanziellen und betriebswirtschaftlichen Verhältnisse
Gründung: Als Kalibohrgesellschaft Johanna 1897, als Gewerkschaft Johannashall am 18. August 1899, ins Handelsregister des Amtsgerichts Halle/Saale eingetragen am 6. November 1903. Zahl der Kuxe: 1000.
Gerechtsame: 14 Felder = 30.505.814 m2. Konsolidation unter dem Namen „Kalisalzbergwerk Johannashall“ in den Gemarkungen Beesenstedt, Naundorf, Schwittersdorf, Dederstedt, Zörnitz, Fienstedt, Wils, Gödewitz, Pfütztal, Gorslegen, Schochwitz, Trebitz, Rumpin, Kloschwitz und Zaschwitz, markscheidend mit den Feldern der „Gewerkschaft Wils“, den Feldern der „Schutzbohrgemeinschaft“, der „Kaliwerke Krügershall“, des preußischen Fiskus und der Mansfelder Gewerkschaft.
Von den Feldern waren sieben, nämlich „Johanna I und II“, „Else I und II“ und „Johannashall I, XIII und XIV“ mit zusammen 15.189.490 m2 bereits am 27. Oktober 1934 unter dem Namen „Johannashall“ zu einem einheitlichen Bergwerk konsolidiert worden (siehe Abbildung rechts oben). Außer den Kalifeldern besaß die Gewerkschaft Johannashall drei Erzfelder (Kupferschiefer).
Kalisyndikat: Seit dem 1. November 1903 gehörte die Gewerkschaft Johannashall dem Syndikat an. Zunächst wurde ihr nur eine Beteiligung für die Gruppen I, II und IV zugestanden. Später, nach Antreffen des Hartsalzlagers, aber auch für die Gruppe III. Die Beteiligungen: Zunächst zusammen mit der Schachtanlage Wils 16,34 Tausendstel, ab 1. Januar 1925 3,3447, dann am 31. Dezember 1926 3,2433, am 31. Dezember 1927 3,2083 und letztlich ab 1. Oktober 1932 3,1438 Tausendstel.

### Die Chronologie der Betriebsentwicklung (Auszüge der Jahre 1907–1914)
Für 1907: Vorstand: Geheimer Justizrat A. Thoene, Halle/Saale (Vorsitzender). Kommerzienrat A. Lucas, Berlin. Direktion: Direktor Hugo Honigmann und Dr. H. Stauch, Johannashall. Produktion: im Jahre 1905: 76.303 dz K2O. Kaianlage bei Wettin mit „1.000pferdiger Wasserkraftanlage (Turbinen) zur Erzeugung elektrischer Betriebskraft“. Betriebsführer: Obersteiger Gerhard Kloster, Johannashall. Durchschnittliche Arbeiterzahl: ca. 250 Mann.
- Für 1908:  Betriebsleitung: wie zuvor. Produktion: im Jahre 1906: 77.385 dz K2O.
- Für 1909: Betriebsleitung: wie zuvor. Produktion: keine Angabe.
- Für 1910: Betriebsleitung: wie zuvor. Produktion: im Jahre 1908: 73.087 dz K2O. Durchschnittliche Arbeiterzahl: ca. 320 Mann.
- Für 1911: Betriebsleitung: wie zuvor. Produktion: im Jahre 1909: 66.813 dz K2O. Durchschnittliche Arbeiterzahl: ca. 120 Mann.
- Für 1912: Betriebsleitung: wie zuvor. Produktion: keine Angabe. Durchschnittliche Arbeiterzahl: ca. 120 Mann.
- Für 1913: Betriebsleitung: wie zuvor. Produktion: keine Angabe. Durchschnittliche Arbeiterzahl: ca. 210 Mann.
- Für 1914: Betriebsleitung: wie zuvor. Produktion: keine Angabe. Durchschnittliche Arbeiterzahl: ca. 235 Mann.

### Die Kalifabrik Johannashall
Mit dem Bau einer Chlorkaliumfabrik wurde am 15. Juli 1903 begonnen und im April 1904 beendet. Sie war für eine Verarbeitungskapazität von 5.000 dz Kalisalz ausgelegt. Ihr folgte eine Kieseritgewinnungs- und Sulfatanlage. Das übermittelte Archivgut zu den fabrikatorischen Prozessen ist sehr spärlich. Hier einige Absatzzahlen:
Absatz K2O: 1911: 70.359 dz. 1912: 70.350 dz. 1913: 55.762 dz. 1914: 46.464 dz. 1915: 30.427 dz. 1916: 32.246 dz.1917: 25.278 dz. 1918: 31.532 dz. 1919: 30.662 dz.
Die späteren Absatz-Zahlen wurden im Gesamt-Absatz des Wintershall-Konzerns geführt.

## Stilllegung der Schachtanlage Johannashall
Nach dem Ersten Weltkrieg und dem „Verlust“ der elsässischen Kalibergwerke war das deutsche Kalimonopol gebrochen. Um die Überproduktion von Kalisalzen einzudämmen, erließ der Reichstag am 22. Oktober 1921 die „Verordnung betreffend Abänderung der Vorschriften des Gesetzes über die Regulierung der Kaliwirtschaft“ vom 18. Juli 1919, kurz als „Stilllegungsverordnung“ bezeichnet. Mit dieser Rechtsverordnung bot man den Kaliwerksbetreibern an, weniger rentable Werke bis zum Ablauf des 31. Dezember 1953 freiwillig stillzulegen. Die solchen Werken zuvor erteilte Beteiligungsziffer, die sogenannte Absatzquote, konnte auf andere Werke übertragen (sprich: verkauft) werden.
Auf entsprechenden Antrag der „Gewerkschaft Johannashall“ erteilte die Kaliprüfungsstelle der Gewerkschaft im Jahre 1922 eine Beteiligungsziffer von 70 % der durchschnittlichen Beteiligung aller Werke.
Eine spätere Gewerkenversammlung vom 20. September 1926 beschloss die Liquidation der Gewerkschaft selbst und die Veräußerung ihres Gesamtvermögens an die „Kali-Industrie A.-G.“ (spätere Wintershall AG). Im Umtausch bot die Kali-Industrie A.-G. den Gewerken pro Kux nom. 600 RM Kali-Industrie-Aktien (wirksam ab 13. Dezember 1927).
Weitere Angaben / Daten zur Stilllegung: 10. Oktober 1922: Ausrüstungen im alten und neuen Südfeld sowie im Nord- und Ostfeld ausgebaut. 8. Oktober 1923: Sumpfpumpe ausgebaut, Mauer zur Sicherung des Schachtes gezogen, Gefluder zur Ableitung der Traufwässer in das Ostfeld eingebaut. 5. November 1923: Zwei Mann tödlich verunglückt beim Ausbau des Schachtkabels. 3. März 1924: Ausbau von Grubenschienen und der Endlaugenleitung aus dem Trebitzer Stollen. 7. April 1924: Demontagearbeiten unter Tage beendet. 12. November 1924: Trinkwasserversorgung aus dem Trebitzer Stollen aufgegeben, dafür ein neues Bohrloch zwischen Pförtner- und Laborgebäude geteuft (91 m tief). 23. Oktober 1924: Demontage der Fördermaschine, Abriss des Schachtgebäudes und des Kesselhauses. Schachtmauer bis 1,30 m über Ackersohle aufgemauert. 5. September 1925: Schacht ist abgedeckt, sämtliche Betriebsgebäude sind abgebrochen. Schacht Johannashall wurde zum Zweck der Wassergewinnung mit einem Pumpenhaus überbaut.

## Heutiger Zustand (Stand 2004)
Nach der Übertragung des Gesamtvermögens auf die Wintershall AG wurden auch ab diesem Zeitpunkt Schachtunterhaltung und Kontrollen von dieser wahrgenommen.
Ab 1945 und mit Ausnahme der Zeit vom 1. Januar 1952 bis 1. August 1953 – in dieser Zeit war die „Geologische Kommission in Berlin“ für die Schächte verantwortlich – war der VEB Kaliwerk „Deutschland“, KSB „Saale“, für die Instandhaltung und Kontrolle der Schachtröhren-Abdeckelung / -Überbauung zuständig.
Seit Erlass der „Verwahrungsanordnung der DDR“ vom 10. Oktober 1971 (DDR-GBl. II Nr. 73) wurde der Rat des Bezirkes Halle für eine Vielzahl von Alt-Kalischächten, sog. „Grubenbaue alten Bergbaus ohne Rechtsnachfolger“, zuständig.

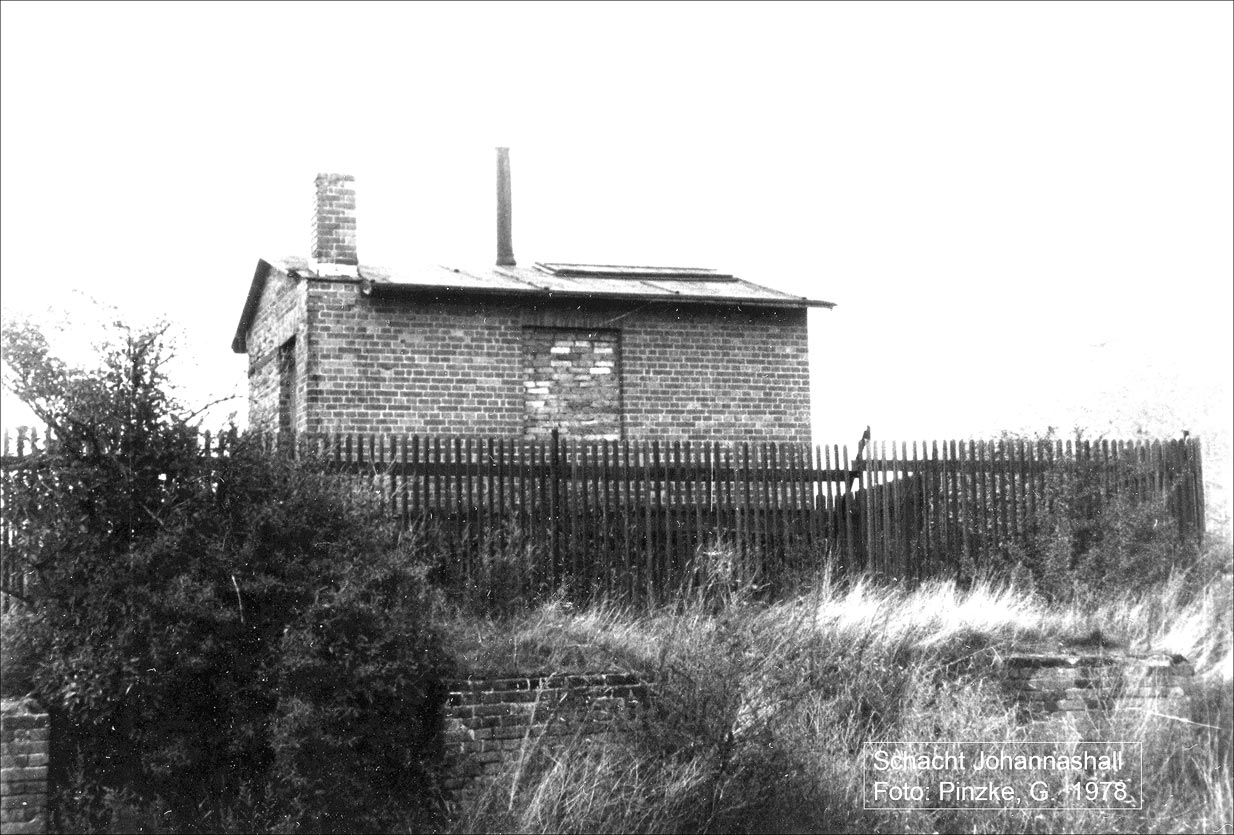
Pumpenhaus (i.J. 1978)
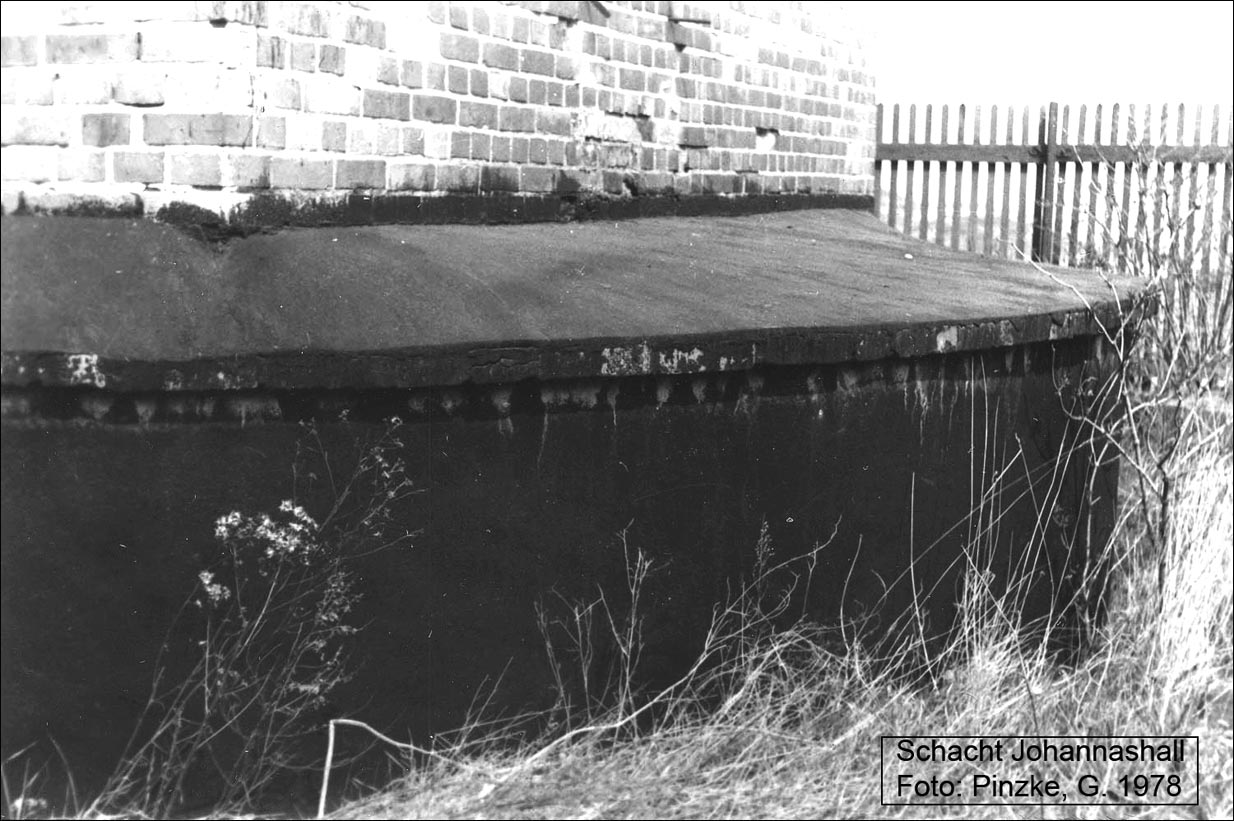
Detail (i.J. 1978)
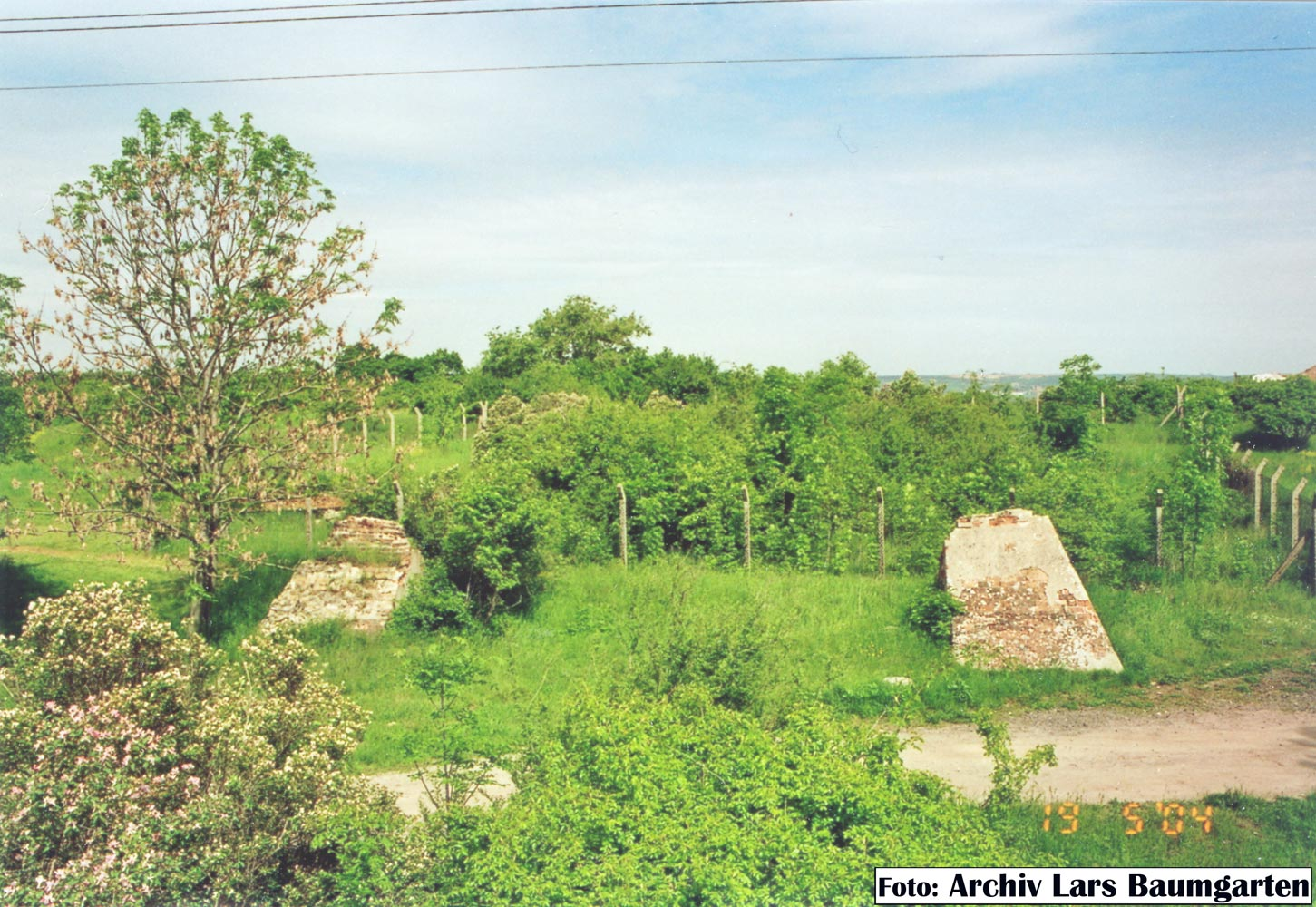
Einzäunung (i.J. 2004)
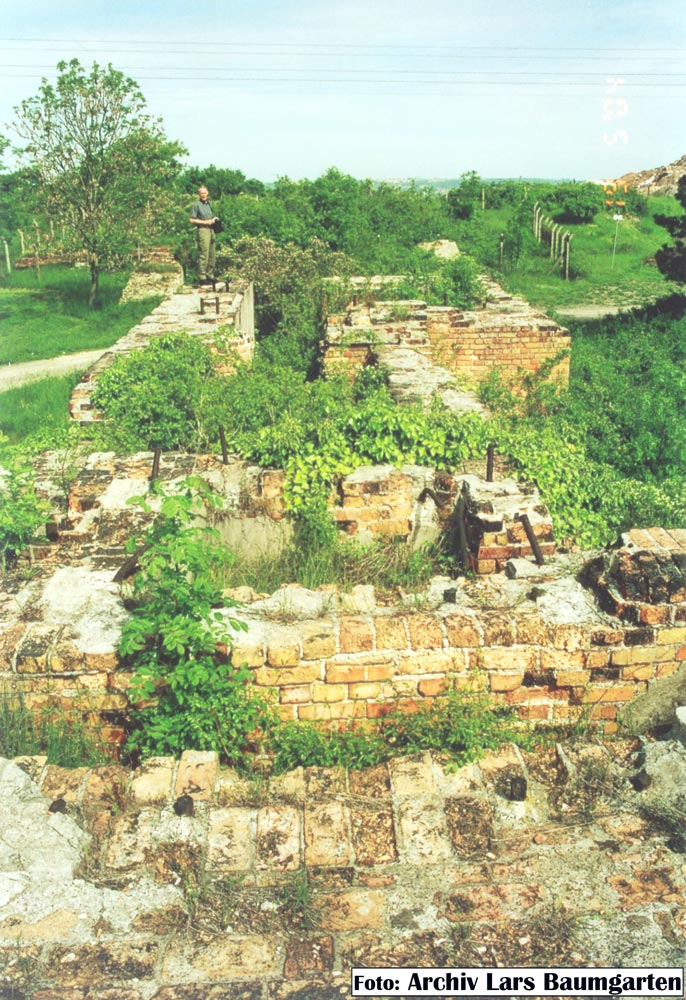
Fundamentreste (i.J. 2004)
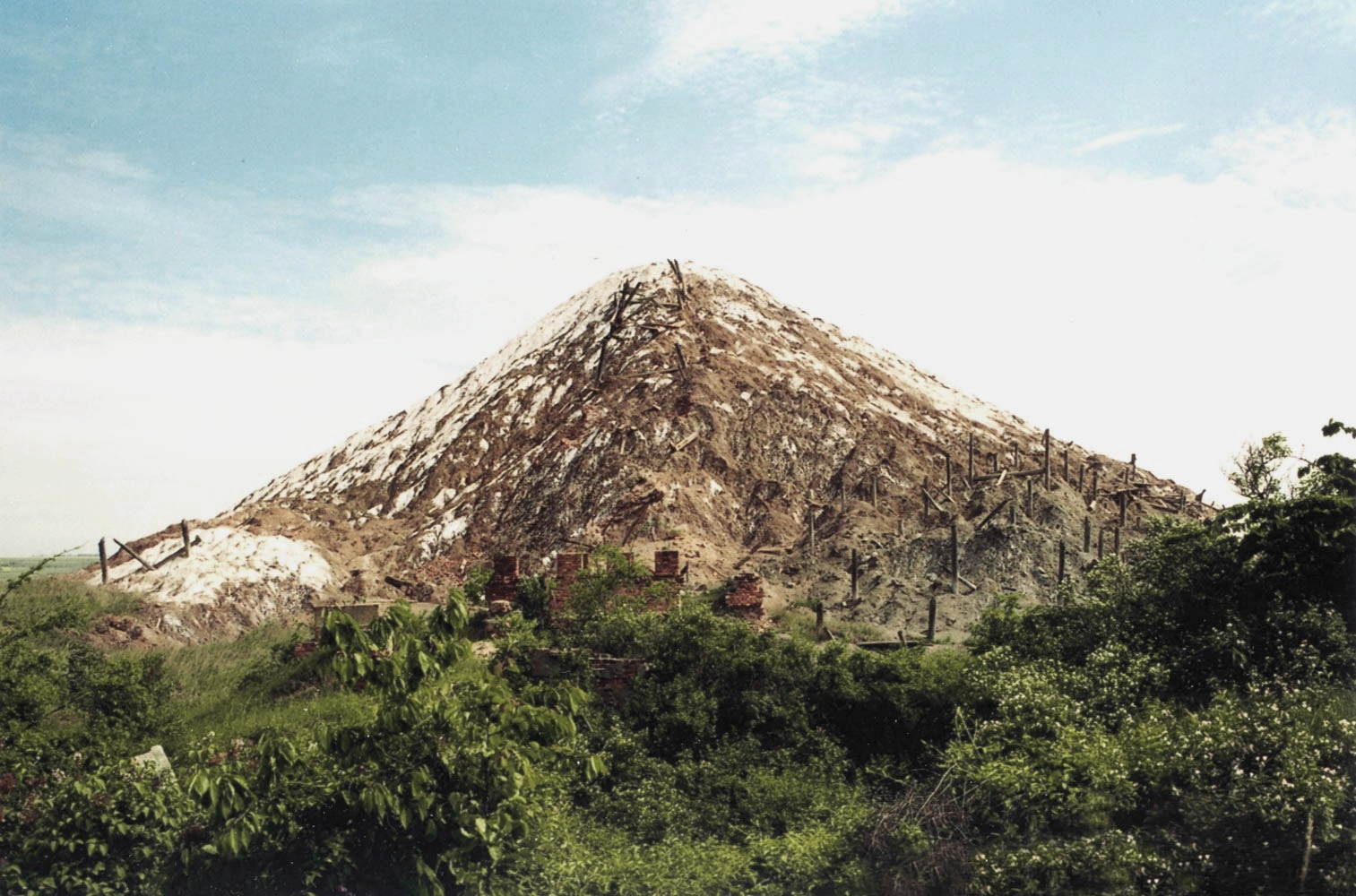
Salz-Halde (i.J. 2004)

Mit dem Beitritt der DDR zum Geltungsbereich des Grundgesetzes galt die Schachtanlage Johannashall als „stillgelegte Anlage eines bergbaulichen Gewinnungsbetriebes, für den ein Rechtsnachfolger nicht vorhanden oder nicht mehr feststellbar ist“. Anstelle der Räte der Bezirke traten die jeweiligen Landesregierungen bis zum Erlass entsprechender ordnungsbehördlicher Vorschriften (für das Land Sachsen-Anhalt: Gesetz über die öffentliche Sicherheit und Ordnung des Landes Sachsen-Anhalt (SOG LSA) in der Fassung der Bekanntmachung vom 23. September 2003 (GVBl. LSA S. 214), zuletzt geändert am 18. Mai 2010 (GVBl. LSA S. 340)) ein. 
Diese und viele andere seinerzeit stillgelegte Kali- und Steinsalzbergwerke bedürfen einer kontinuierlichen Überwachung.